# Jaguar X-Type
La Jaguar X-Type est une berline de taille intermédiaire produite par le constructeur automobile britannique premium Jaguar, pendant la période où il faisait partie du groupe Ford. Elle est lancée en 2001 en quatre roues motrices avec un moteur V6 3,0 L puis elle reçoit la traction avant avec le V6 2,1 L à l'automne 2001. La X-Type Estate, second break Jaguar, après la mythique type XJ-S , sort en mars 2004.
La plateforme est issue de la Ford Mondeo.
En 2003, Jaguar, dans une mauvaise passe, est pour la première fois contraint à installer un moteur Diesel sous le capot de l'un de ses modèles, la X-Type en l'occurrence. Jaguar, avec l'aide de Ford alors propriétaire de la marque au félin, s'était résigné à augmenter ses ventes en Europe au détriment de son prestige. Les blocs choisis sont issus de la gamme Ford, un 2,0 L Diesel de 130 ch et un 2,2 L Diesel de 155 ch. Ces moteurs ont été remaniés par les ingénieurs Jaguar.
Ce virage Diesel emprunté par la X-Type fut continué sur les autres modèles de la marque, comme la S-Type qui reçut un V6 Diesel Ford/PSA de 2,7 litres.
Fin 2009, le modèle n'est plus produit par la nouvelle direction indienne de l'entreprise, Tata Motors. Son remplacement intervient en 2015 avec la Jaguar XE.

## Histoire
Quand le groupe américain a repris Jaguar en 1990, les responsables avaient un projet pour l’emblématique constructeur anglais. Jaguar devait être revigoré. Sa gamme de modèles devait faire concurrence aux Allemandes.
Dans un premier temps, une Jaguar XJ6 X300, dans la plus pure tradition anglaise, fait son apparition, suivie par la S-type sur une base de Lincoln. Mais Ford gardait un atout pour concurrencer la BMW Série 3 et la Mercedes-Benz Classe C : la Jaguar X-Type, nom de code X400.
Deux projets concurrents étaient à l'étude, l'un sur la base de la S-Type raccourcie conservant la propulsion, l'autre sur une base maîtrisée par Ford mais en traction, la Ford Mondeo. C'est le second choix qui fut retenu.
Le châssis de la X-Type est celui de la Ford Mondeo II Estate, plus long que celui de la berline. Pour la production de ce modèle, l'usine de Halewood, qui fabriquait les Ford Escort, prit le relais. La plateforme de la Mondeo se caractérisait par une motorisation en traction. Dans un premier temps, pour garder la clientèle Jaguar, le choix du quatre roues motrices fut retenu avec des motorisations essence V6 en 2,5 et 3,0 L : ce choix ne permit guère à Jaguar de concurrencer BMW et Mercedes-Benz qui, pour des gammes équivalentes, vendaient principalement des motorisations Diesel.
Les atouts de cette X-Type étaient son châssis provenant de la Ford Mondeo et retravaillé par Jaguar, ses quatre roues motrices, son agilité, et surtout son raffinement à l'anglaise. Cependant, les bonnes intentions de faire une Jaguar utilisable dans toutes circonstances, de tous types (essence, Diesel, quatre roues motrices, traction, break), ont mené à un choix trop audacieux pour les puristes de la marque, et la communication trop timide de cette dernière, ont fait que cette X-Type n'a pas marqué le milieu de l’automobile. Appelée « la Jaguar Ford » par ses détracteurs, la X-Type peine toujours à s'émanciper de la famille Ford et souffre d'une image dégradée.
Les ventes de la X-Type se sont révélées largement insuffisantes pour rentabiliser son développement. Les pertes de Jaguar sont colossales : on les estime à 4 690€ pour chaque X-Type écoulée.
Parmi ses conducteurs célèbres, on compte l'inspecteur Barnaby, inspecteur chef de la série télévisée éponyme anglaise. La reine Élisabeth II en possède également une en version break de couleur verte avec un intérieur en cuir beige.

## Châssis et motorisations
La X-Type est basée sur une version modifiée du châssis Ford CD132 partagé avec la Ford Mondeo. La X-type est initialement conçue en quatre roues motrices permanentes sur les motorisations 2,5 et 3,0 L avec un bloc AJ-V6 essence.
La spécificité de ce bloc AJ-V6 est d'utiliser la technologie VVT (Variable Timing Valves) de chez Mazda. La version essence est équipée d'injecteurs SFI (pour économiser du carburant), et quatre soupapes par cylindre.
En 2003, la X-Type sort en traction sur le premier 4 cylindres Diesel basé sur le moteur Ford Duratorg ZSD provenant de la Ford Mondeo et de la camionnette Ford Transit. Un plus petit moteur essence, un V6 de 2,1 L, vient compléter la gamme, toujours en traction.

### Motorisations
| Modèle           | Année     | Moteur       | Puissance                      | Couple                 | Transmission                                |
| ---------------- | --------- | ------------ | ------------------------------ | ---------------------- | ------------------------------------------- |
| 2,1 L V6 essence | 2001–2007 | 2 099 cm3 V6 | 157 ch (115 kW)                | 201 N m                | 5 vitesses manuelle                         |
| 2,1 L V6 essence | 2001–2008 | 2 099 cm3 V6 | 156 ch (115 kW) à 6 800 tr/min | 196 N m à 4 100 tr/min | 5 vitesses manuelle, 5 vitesses automatique |
| 2,5 L V6 essence | 2001–2009 | 2 495 cm3 V6 | 194 ch (143 kW) à 6 800 tr/min | 244 N m à 3 000 tr/min | 5 vitesses manuelle, 5 vitesses automatique |
| 3,0 L V6 essence | 2001–2009 | 2 967 cm3 V6 | 231 ch (170 kW) à 6 800 tr/min | 279 N m à 3 000 tr/min | 5 vitesses manuelle, 5 vitesses automatique |
| 2,0 L Diesel     | 2003–2007 | 1 998 cm3 I4 | 128 ch (94 kW) à 3 800 tr/min  | 331 N m à 1 800 tr/min | 5 vitesses manuelle                         |
| 2,0 L Diesel     | 2008-2009 | 1 998 cm3 I4 | 130 ch (96 kW) à 3 800 tr/min  | 330 N m à 1 800 tr/min | 5 vitesses manuelle                         |
| 2,2 L Diesel     | 2003–2007 | 2 198 cm3 I4 | 152 ch (112 kW) à 3 500 tr/min | 366 N m à 1 800 tr/min | 6 vitesses manuelle                         |
| 2,2 L Diesel     | 2008-2009 | 2 198 cm3 I4 | 155 ch (114 kW) à 3 500 tr/min | 360 N m à 1 800 tr/min | 6 vitesses manuelle                         |
| 2,2 L Diesel DPF | 2008–2009 | 2 198 cm3 I4 | 145 ch (107 kW) à 3 500 tr/min | 360 N m à 1 800 tr/min | 6 vitesses manuelle, 6 vitesses automatique |

## Galerie

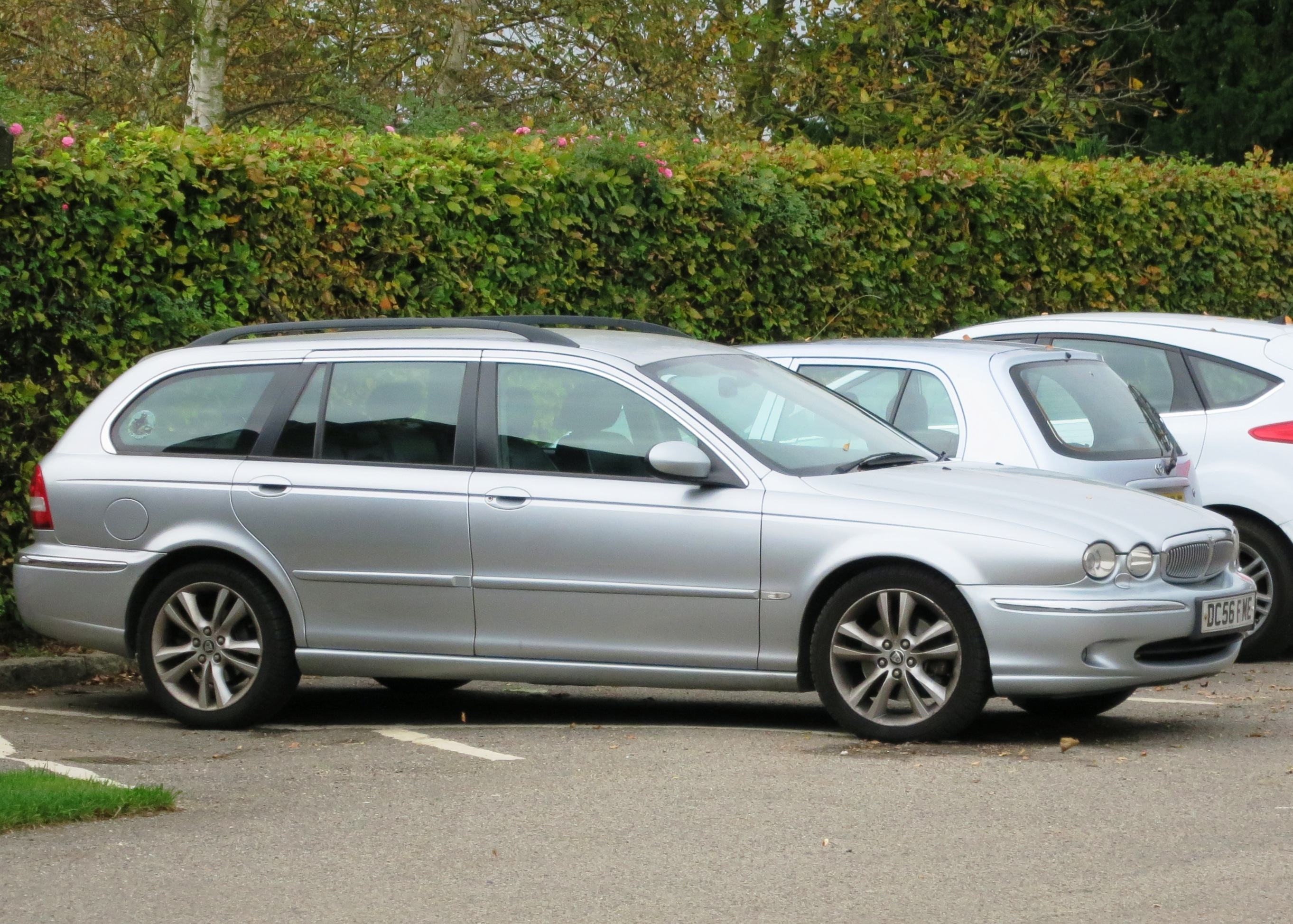
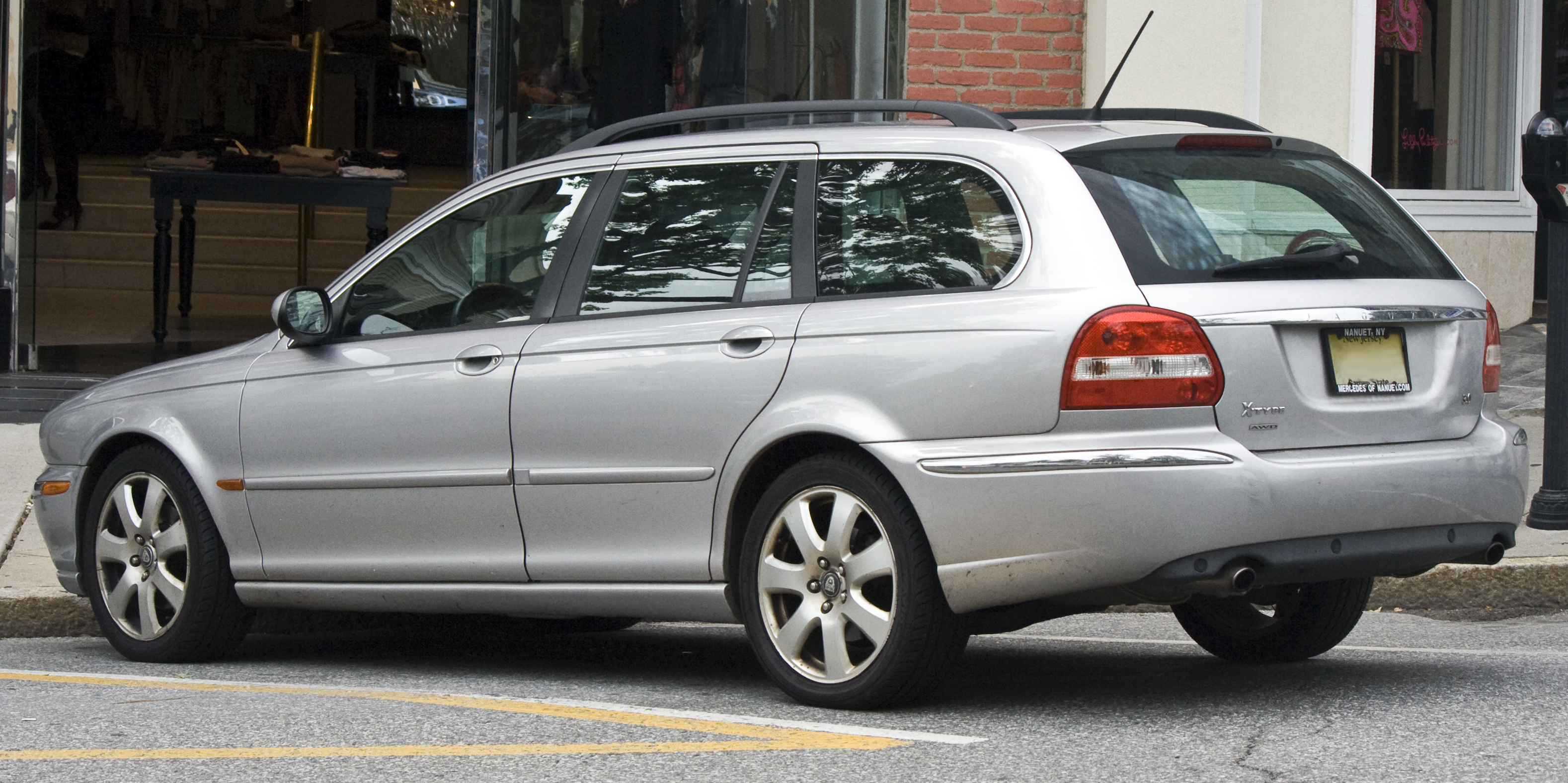
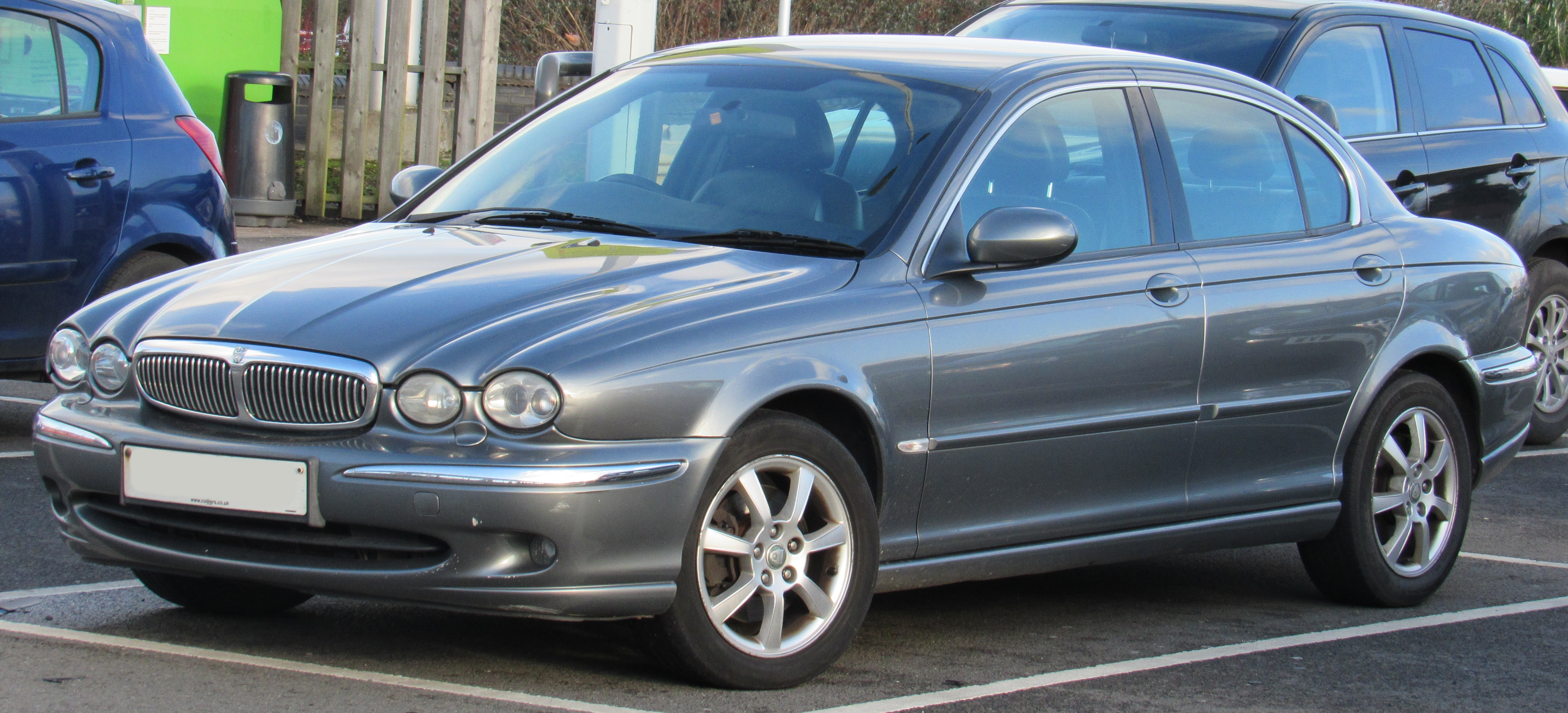
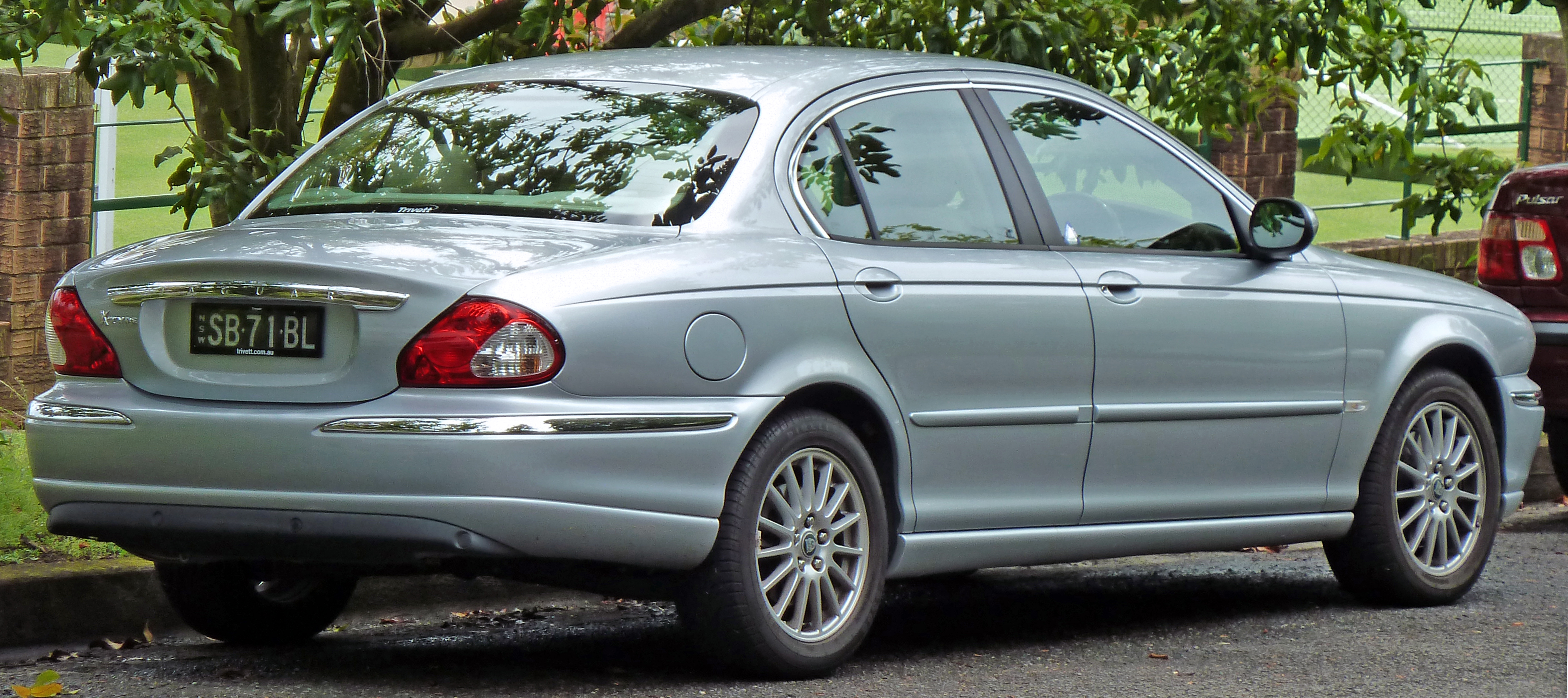
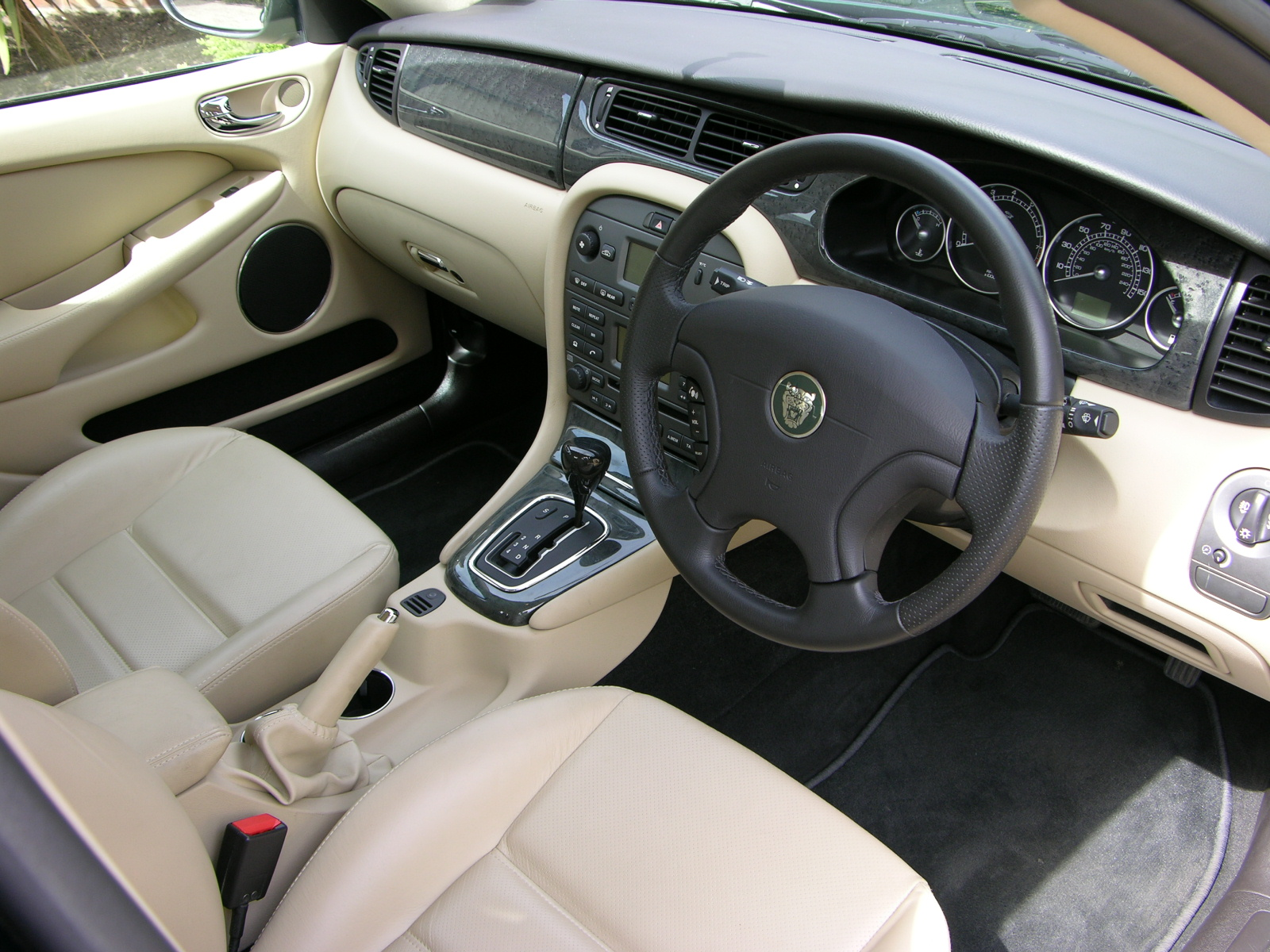
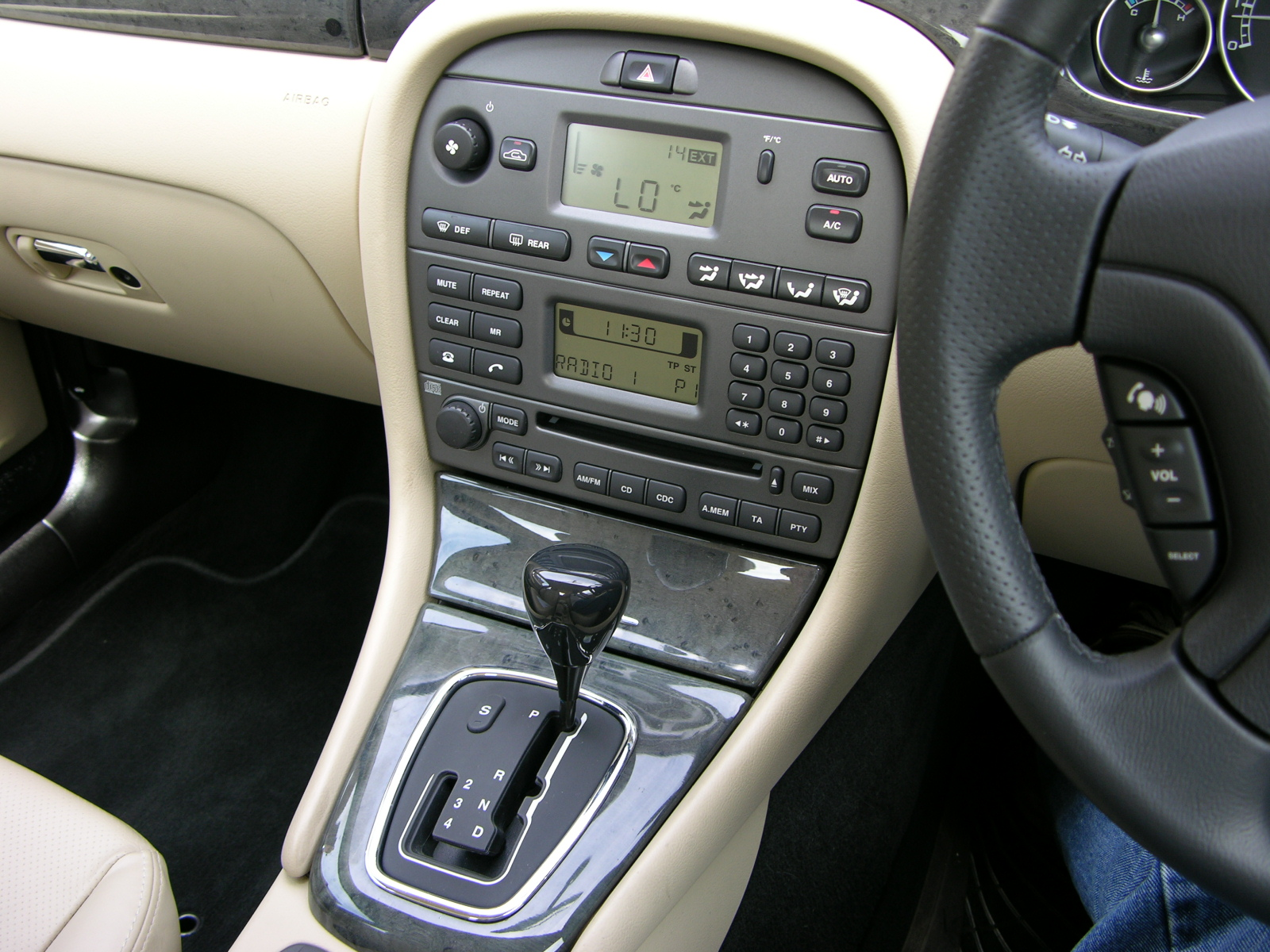
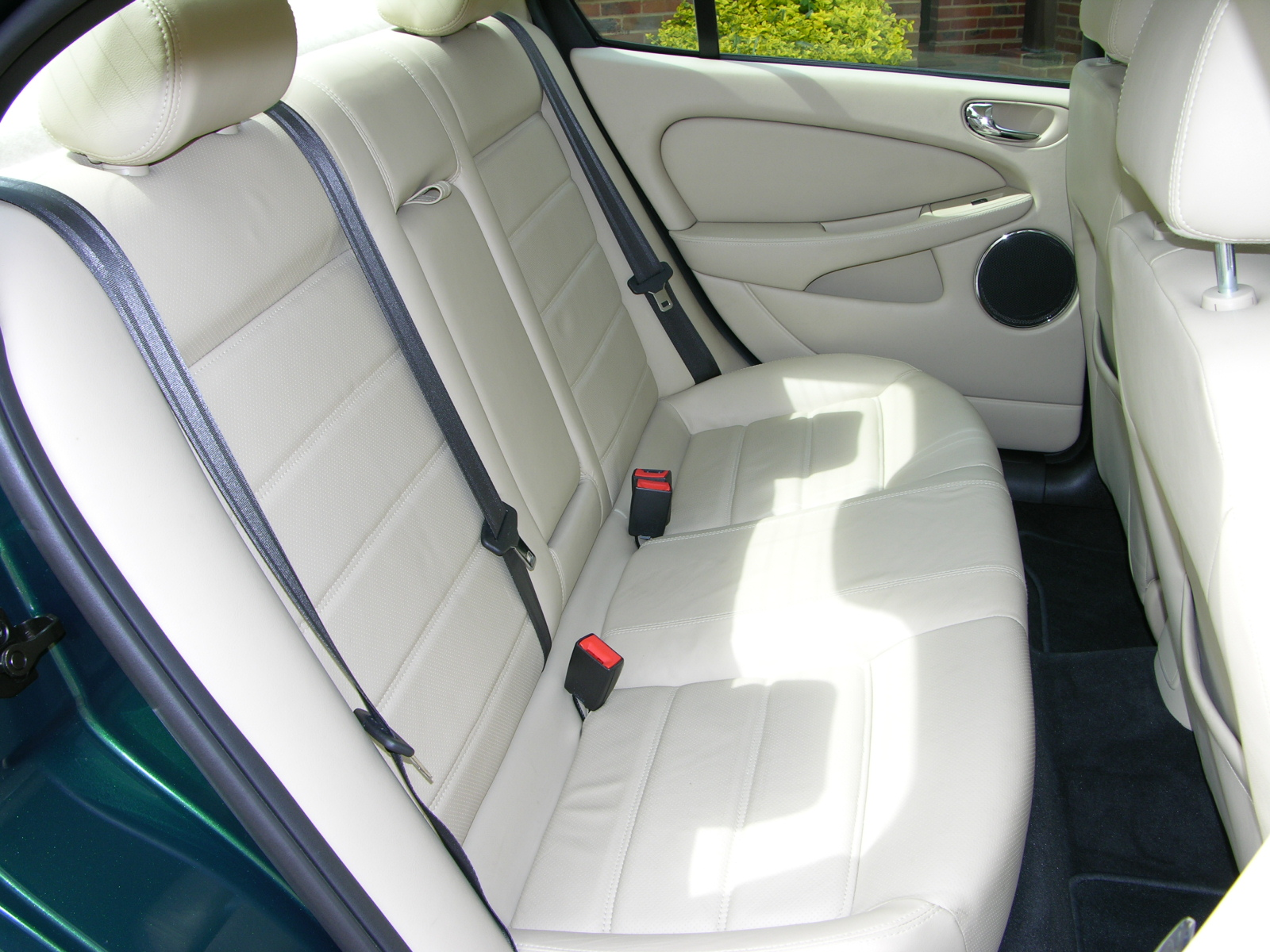
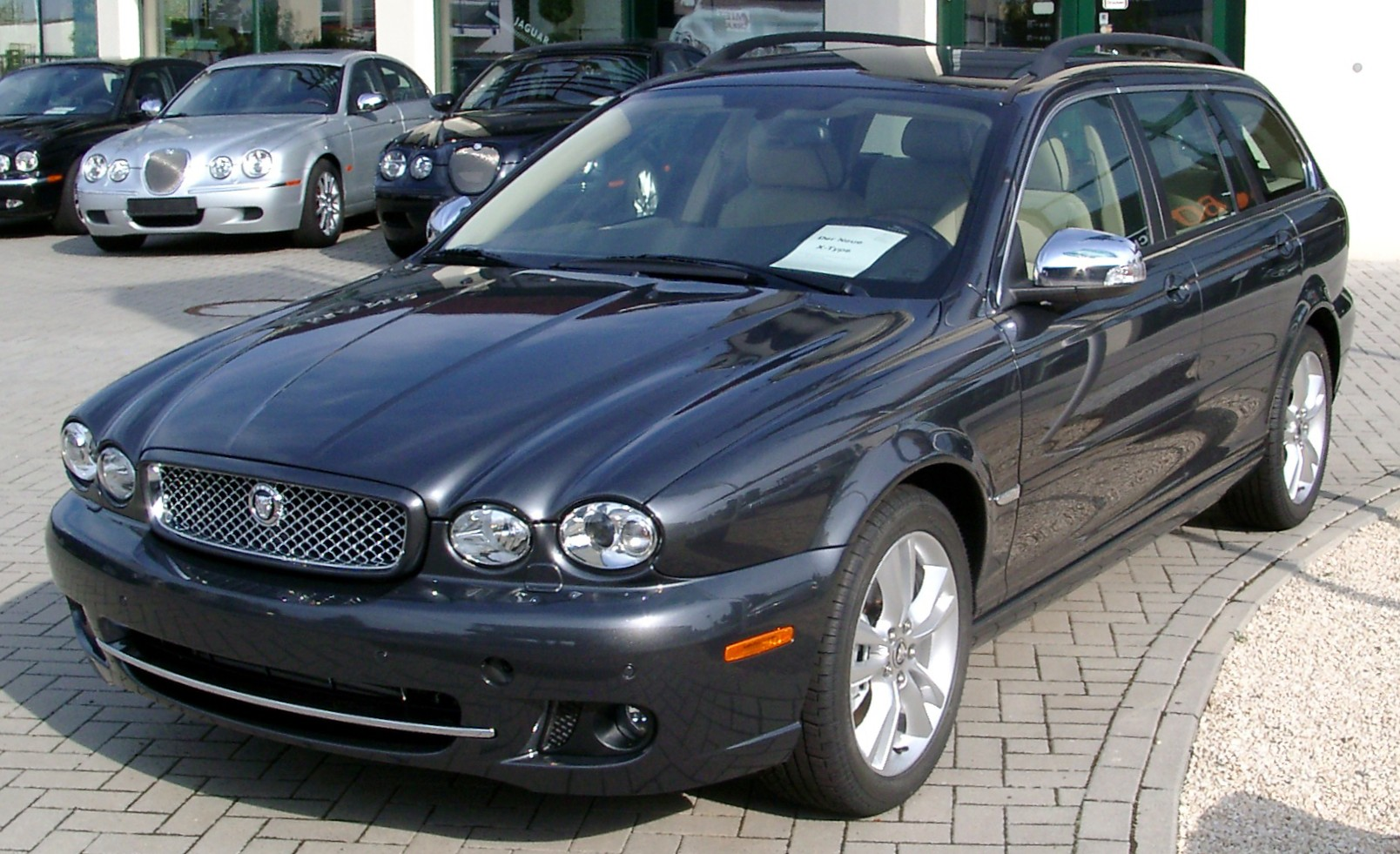
Phase 2